# 33 Polyhymnia
33 Polyhymnia este un asteroid din centura de asteroizi. A fost descoperit de J. Chacornac la 28 octombrie 1854. Este numit după Polyhymnia, una din cele nouă muze, fiica lui Zeus și a zeiței Mnemosyne.